# Lista cesarzy dynastii Han

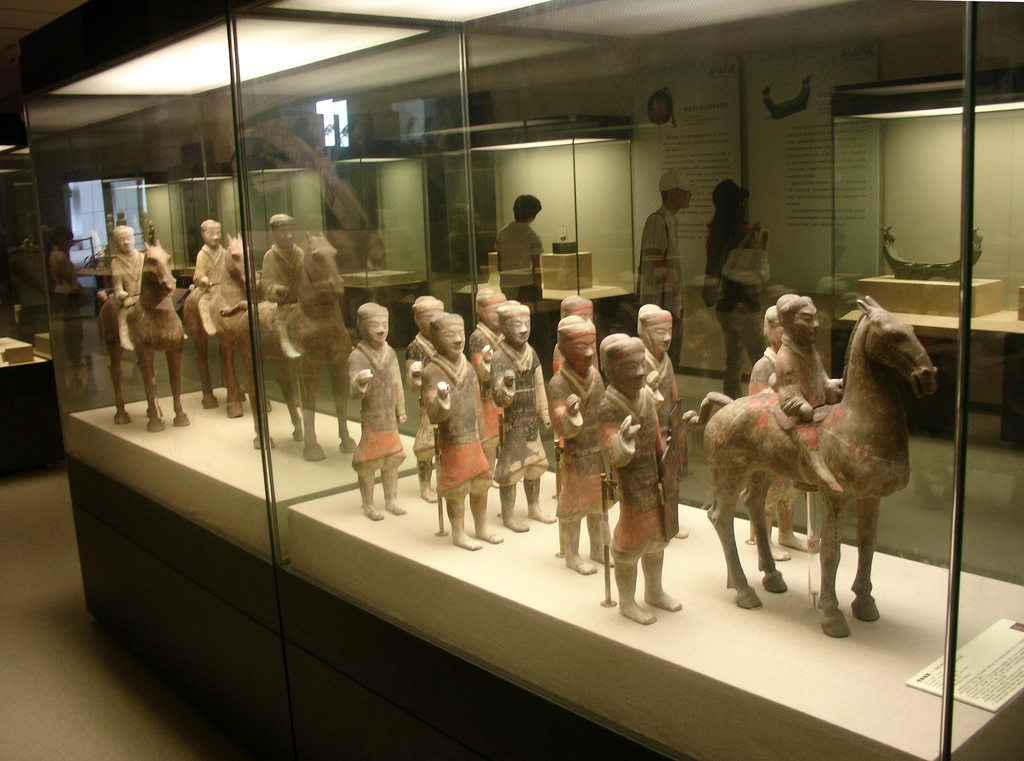
Piechota (na pierwszym planie) i kawaleria (w tle), ceramiczne figurki z czasów Zachodniej Dynastii Han. W 1990 r. zaczęto badać grobowce cesarza Jin (157–141 p.n.e.) i jego żony cesarzowej Wang Shi (zm. 126 p.n.e.), położone na południe od Yangling, prowincja Shaanxi. Odkopano ponad 40 tysięcy ceramicznych figurek. Wszystkie z nich miały 1/3 naturalnej wielkości, inaczej niż ponad 8 tysięcy naturalnej wielkości figur żołnierzy Terakotowej Armii, strzegących grobowca cesarza Qin Shi Huanga. Tego rodzaju figurki, mające przeciętnie po 60 cm wysokości, zostały również odkryte w innych grobowcach członków rodziny cesarskiej dynastii Han. Miały one strzec pochowanych w nich osób w życiu pozagrobowym.

Dynastia Han (206 p.n.e. – 220 n.e.) (chiń. upr. 汉朝; chiń. trad. 漢朝; pinyin Hàn Cháo; Wade-Giles Han Ch’ao; IPA: [xân tʂʰɑ̌ʊ̯]) była drugą dynastią cesarską Chin, po dynastii Qin (221-207 p.n.e.) i przed Epoką Trzech Królestw (220-280 n.e.). Dynastia Xin dzieli panowanie dynastii Han na dwa okresy: Zachodniej Dynastii Han (206 p.n.e. – 9 n.e.) i Wschodniej Dynastii Han (25-220 n.e.).
Poniżej została zamieszczona lista wszystkich cesarzy Chin z dynastii Han, zawierająca ich imiona prywatne, pośmiertne i nazwy er panowania. Nie zostali umieszczeni na liście faktyczni władcy Chin (regenci, w tym cesarzowe wdowy).
Dynastia Han została założona przez Liu Banga, który jest znany pod imieniem Gaozu. Najdłużej panującym cesarzem dynastii był Wudi (141–87 n.e.), który panował 54 lata. Po obaleniu Wang Manga (dynastia Xin), Liu Xiu przywrócił rządy dynastii Han i jest znany pod imieniem pośmiertnym jako cesarz Guangwu (25–57 n.e.). Ostatni władca dynastii Han, cesarz Xian (189–220 n.e.) był marionetkowym władcą, w którego imieniu rządził Cao Cao (ur. 155 n.e., zm. 220 n.e.). W 220 r. n.e. Cao Pi, król Wei (syn Cao Cao), zmusił do abdykacji na swoją rzecz cesarza Xiana (189-220 n.e.), co oznaczało definitywny upadek dynastii Han.
Cesarz stał na czele rządu. Był jedyną osobą decydującą o nominacjach na wyższe stanowiska w administracji centralnej i lokalnej. Był również prawodawcą, najwyższym sędzią, głównodowodzącym sił zbrojnych i najwyższym kapłanem kultu Niebios.

## Sposób nazewnictwa

### Od króla do cesarza

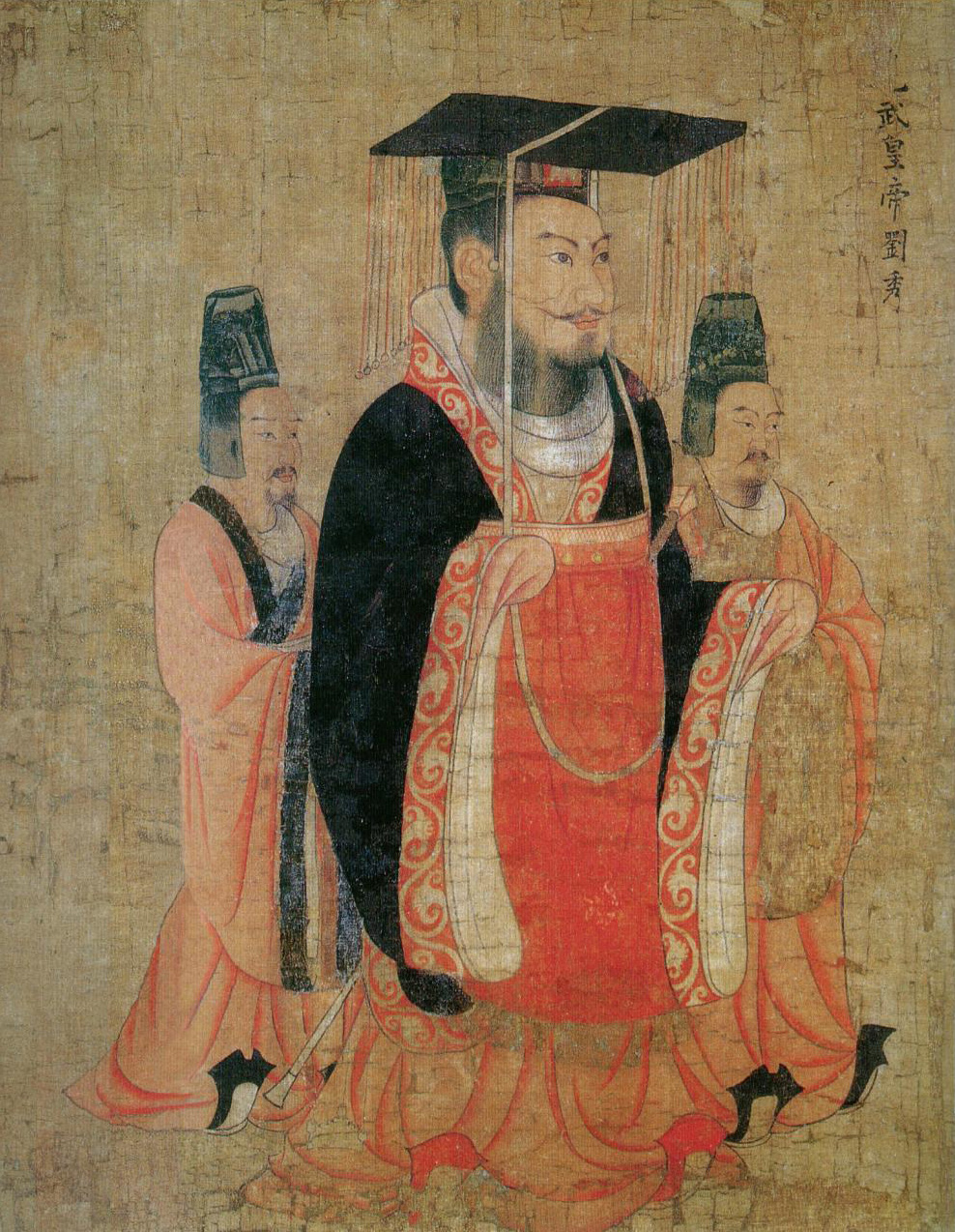
Cesarz Guangwu (25–57 n.e.), obraz Yan Libena (600–673 n.e.)

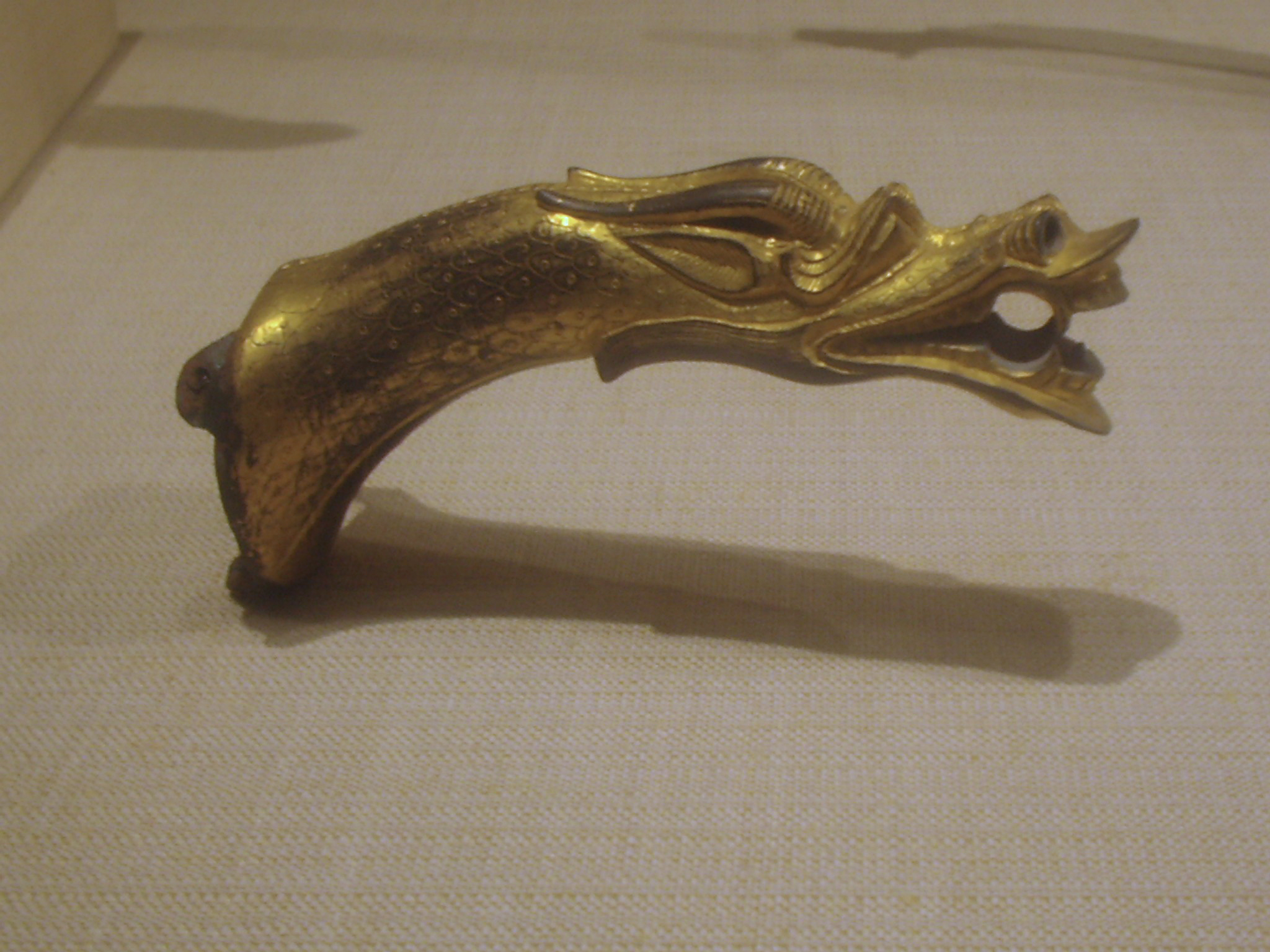
Pozłacany uchwyt z brązu (ze śladami czerwonego barwnika) w kształcie głowy chińskiego smoka, z czasów Wschodniej Dynastii Han; zależnie od okoliczności, smok mógł stanowić dobry lub zły omen dla cesarzy dynastii Han.

W starożytnych Chinach władcy z dynastii Shang (ok. 1600 – 1046 p.n.e.) i dynastii Zhou (1045 – 256 p.n.e.) nosili tytuł króla (chiń. upr. 王; chiń. trad. 王; pinyin Wáng; Wade-Giles Wang). Już w czasach dynastii Zhou, byli również nazywani Synami Nieba (chiń. upr. 天子; chiń. trad. 天子; pinyin Tiānzǐ).
Do 221 r. p.n.e. król Qin, Ying Zheng, podbił wszystkie królestwa i zjednoczył Chiny po Okresie Walczących Królestw. Aby podkreślić swoją wyższość nad królami z dynastii Shang i Zhou, utworzył nowy tytuł: cesarza (chiń. upr. 皇帝; chiń. trad. 皇帝; pinyin Huángdi) i jest znany potomności jako Pierwszy Cesarz (chiń. upr. 秦始皇(帝); chiń. trad. 秦始皇(帝); pinyin Qín Shǐ Huáng(di)). Nowy tytuł cesarza powstał z połączenia tytułów Trzech Dostojnych i Pięciu Cesarzy (chiń. upr. 三皇五帝; chiń. trad. 三皇五帝; pinyin Sānhuáng wǔdì), legendarnych władców z mitologii chińskiej, twórców cywilizacji chińskiej. Tytuł był używany przez każdego kolejnego władcę Chin aż do upadku dynastii Qing w 1911 roku.

### Imiona pośmiertne, świątynne i nazwy er panowania
Od czasów dynastii Shang do dynastii Sui (581–618 n.e.), w kronikach i dziełach historycznych cesarskich Chin, chińskich władców po ich śmierci (zarówno królów, jak i cesarzy) nazywano ich imieniem pośmiertnym.
Imię świątynne zostało po raz pierwszy użyte za panowania cesarza Jinga z dynastii Han (157–141 p.n.e.). Było używane w późniejszych kronikach i dziełach historycznych do nazywania cesarzy, którzy panowali w czasach dynastii Tang (618–907 n.e.), dynastii Song (960-1279 n.e.) i dynastii Yuan (1271–1368 n.e.).
Cesarze dynastii Ming (1368–1644 n.e.) i dynastii Qing (1644–1911 n.e.), używali tylko jednej nazwy ery panowania przez cały okres swoich rządów. Dlatego cesarze z tych dynastii, w tekstach historycznych, nazywani są od przyjętej przez nich, nazwy ery panowania.
Cesarz Wu z dynastii Han (141–87 p.n.e.) po raz pierwszy oficjalnie wprowadził zasadę nazywania poszczególnych lat mottem, które nazywano erą panowania (chiń. upr. 年号; chiń. trad. 年號; pinyin niánhào, dosł. zawołanie roczne), jednak sama zasada pochodzi z wcześniejszych czasów. Najstarszą zasadą zapisu lat - istniejącą od czasów dynastii Shang -  było ustalenie pierwszego roku panowania władcy, jako roku pierwszego. Gdy cesarz zmarł, zaczynał się pierwszy rok panowania nowego władcy. Zasada została zmieniona przed IV w. p.n.e., kiedy pierwszy rok panowania władcy zaczynał się dopiero od pierwszego dnia nowego roku kalendarzowego po śmierci poprzedniego władcy. Kiedy książę Huiwen z państwa Qin przyjął tytuł króla, zmienił zasadę liczenia lat. Pierwszy rok panowania zaczynał się od pierwszego dnia roku kalendarzowego w którym zaczął panować. Gdy cesarz Wen (180–157 p.n.e.) zaczął na nowo liczyć lata swojego panowania w 163 r. p.n.e., również zaczął je liczyć wstecz od początku roku kalendarzowego.
Ponieważ sześć było uważane za szczęśliwą liczbę, cesarze Jing i Wu zmieniali sposób liczenia lat swojego panowania co sześć lat. Każdy sześcioletni okres był kolejno oznaczany jako yuannian (元年), eryuan (二元), sanyuan (三元) i tak dalej. System zaczął być uważany za zbyt kłopotliwy, gdy osiągnięto piąty cykl wuyuan sannian (五元三年) w 114 r. p.n.e. W tym roku rząd zasugerował, że dwór powinien nadać nowe nazwy każdemu z poprzednich "początków" (yuan 元), co zostało zaakceptowane przez cesarza Wu w 110 r. p.n.e. Ponieważ cesarz Wu składał ofiarę Niebu - feng (封) - na górze Tai Shan, nazwał nową erę yuanfeng (元封). To wydarzenie jest uważane za formalne wprowadzenie er panowania do chińskiej historii. Cesarz Wu zmienił nazwę ery raz jeszcze, gdy wprowadził kalendarz Taichu (太初 Wielki początek) w 104 r. p.n.e. Za Wschodniej Dynastii Han nie było ustalonej, stałej długości ery panowania, które były wprowadzane z przyczyn politycznych lub dla uczczenia pomyślnych wydarzeń.

## Regenci i cesarzowe wdowy

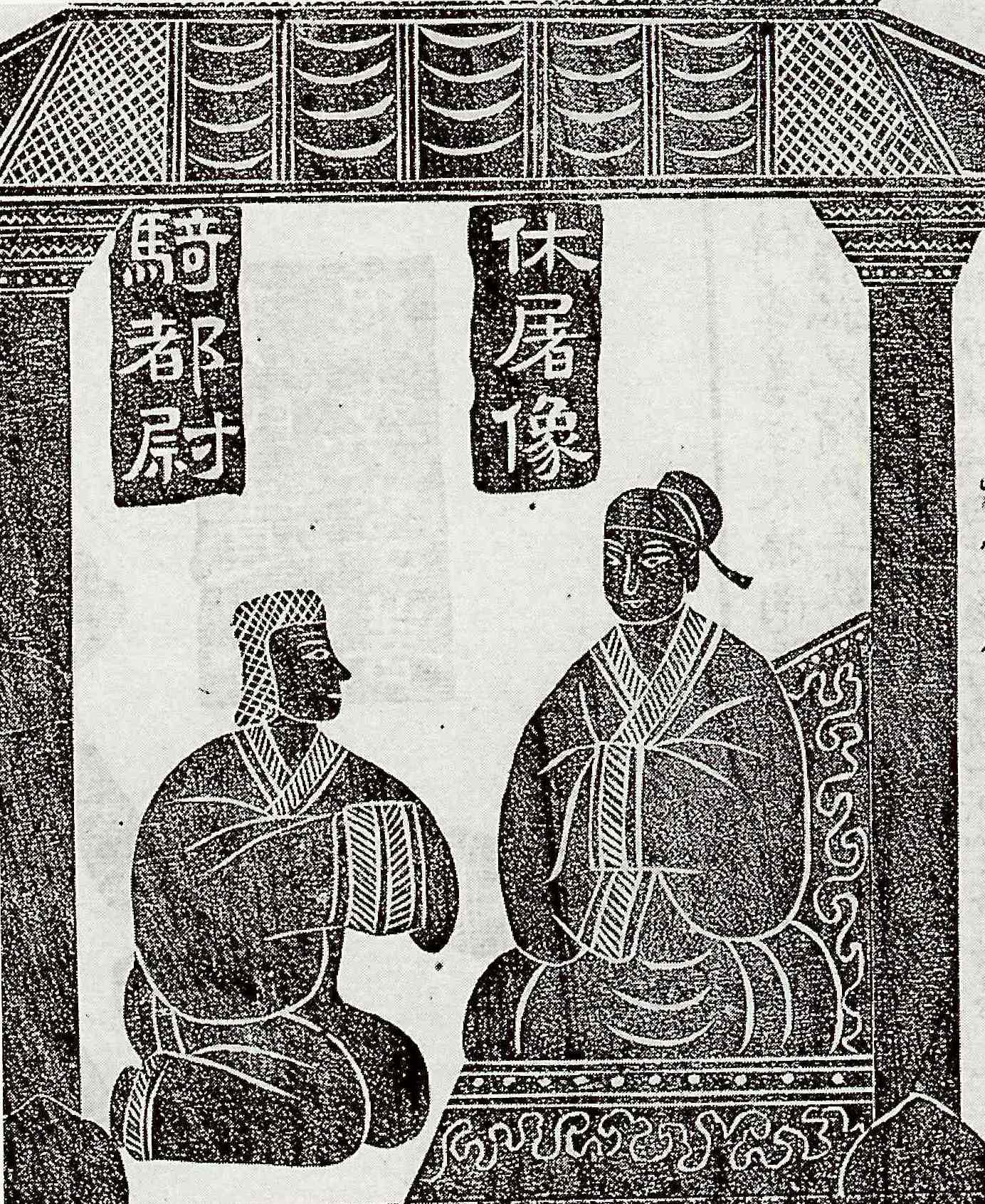
Opowieść o Jin Midi. Wu Liang, Jiaxiang, prowincja Szantung, II w. n.e.; wykonane tuszem odwzorowanie płaskorzeźby z czasów Wschodniej Dynastii Han

Jeśli w chwili wstąpienia na tron cesarz był dzieckiem, do osiągnięcia przez niego pełnoletniości władzę w jego imieniu sprawował regent, którym często była cesarzowa wdowa lub jeden z jej krewnych. Czasem stronnictwo tworzone przez krewnych cesarzowej wdowy było pozbawiane władzy w wyniku zamachu stanu – na przykład cesarzowa wdowa Lü Zhi (zm. 180 p.n.e.) sprawowała faktyczne rządy podczas panowania niepełnoletnich cesarzy Liu Gonga (188–184 p.n.e.) i  Liu Honga (184–180 p.n.e.). Stronnictwo jej krewnych zostało pozbawione władzy w wyniku zamachu stanu w 180 r. p.n.e. i cesarzem został Liu Heng (znany pod imieniem pośmiertnym cesarz Wen). Przed swoją śmiercią w 87 r. p.n.e. cesarz Wu mianował Huo Guanga (zm. 68 p.n.e.), Jin Midi (zm. 86 p.n.e.) i Shangguan Jie (上官桀) (zm. 80 p.n.e.) współregentami na czas niepełnoletniości jego następcy, cesarza Zhao (87–74 p.n.e.). Huo Guang i Shangguan Jie byli dziadkami cesarzowej Shangguan (zm. 37 p.n.e.), żony cesarza Zhao, podczas gdy Jin Midi (z pochodzenia Xiongnu) był byłym niewolnikiem, który wcześniej pracował w cesarskiej stajni. Po śmierci Jin Midi i straceniu pod zarzutem zdrady Shangguana Jie, Huo Guang pozostał jedynym regentem. Po jego śmierci, stronnictwo jego krewnych zostało pozbawione władzy przez cesarza Xuana (74–49 p.n.e.). Był to odwet za otrucie jego żony cesarzowej Xu Pingjun (zm. 71 p.n.e.), po to by mógł on poślubić córkę Huo Guanga - cesarzową Huo Chengjun (zm. 54 p.n.e.).
Ponieważ regenci i cesarzowe wdowy nie byli oficjalnie uznawani za cesarzy i władców dynastii Han, nie są oni uwzględnieni na poniższej liście cesarzy.

## Cesarze
| Cesarze dynastii Han                       |                                |                                 |                                 |                 |                 |              |                       |
| Imię pośmiertne                            | Imię pośmiertne                | Nazwisko rodowe i imię osobiste | Nazwisko rodowe i imię osobiste | Okres panowania | Nazwa ery       | Nazwa ery    | Lata                  |
| Zachodnia Dynastia Han 206 p.n.e. – 9 n.e. |                                |                                 |                                 |                 |                 |              |                       |
| Gaozu                                      | 高祖                           | Liu Bang                        | 劉邦                            | 202–195 p.n.e.  | Nie istnieje    | Nie istnieje | Nie istnieje          |
| Huidi                                      | 惠帝                           | Liu Ying                        | 劉盈                            | 195–188 p.n.e.  | Nie istnieje    | Nie istnieje | Nie istnieje          |
| Shaodi (Shaodi Gong)                       | 少帝                           | Liu Gong                        | 劉恭                            | 188–184 p.n.e.  | Nie istnieje    | Nie istnieje | Nie istnieje          |
| Shaodi (Shaodi Hong)                       | 少帝                           | Liu Hong                        | 劉弘                            | 184–180 p.n.e.  | Nie istnieje    | Nie istnieje | Nie istnieje          |
| Wendi                                      | 文帝                           | Liu Heng                        | 劉恆                            | 180–157 p.n.e.  | Qíanyuán        | 前元         | 179–164 p.n.e.        |
| Wendi                                      | 文帝                           | Liu Heng                        | 劉恆                            | 180–157 p.n.e.  | Hòuyuán         | 後元         | 163–156 p.n.e.        |
| Jingdi                                     | 景帝                           | Liu Qi                          | 劉啟                            | 157–141 p.n.e.  | Qíanyuán        | 前元         | 156–150 p.n.e.        |
| Jingdi                                     | 景帝                           | Liu Qi                          | 劉啟                            | 157–141 p.n.e.  | Zhōngyuán       | 中元         | 149–143 p.n.e.        |
| Jingdi                                     | 景帝                           | Liu Qi                          | 劉啟                            | 157–141 p.n.e.  | Hòuyuán         | 後元         | 143–141 p.n.e.        |
| Wudi                                       | 武帝                           | Liu Che                         | 劉徹                            | 141–87 p.n.e.   | Jiànyuán        | 建元         | 141–135 p.n.e.        |
| Wudi                                       | 武帝                           | Liu Che                         | 劉徹                            | 141–87 p.n.e.   | Yuánguāng       | 元光         | 134–129 p.n.e.        |
| Wudi                                       | 武帝                           | Liu Che                         | 劉徹                            | 141–87 p.n.e.   | Yuánshuò        | 元朔         | 128–123 p.n.e.        |
| Wudi                                       | 武帝                           | Liu Che                         | 劉徹                            | 141–87 p.n.e.   | Yuánshòu        | 元狩         | 122–117 p.n.e.        |
| Wudi                                       | 武帝                           | Liu Che                         | 劉徹                            | 141–87 p.n.e.   | Yuándǐng        | 元鼎         | 116–111 p.n.e.        |
| Wudi                                       | 武帝                           | Liu Che                         | 劉徹                            | 141–87 p.n.e.   | Yuánfēng        | 元封         | 110–105 p.n.e.        |
| Wudi                                       | 武帝                           | Liu Che                         | 劉徹                            | 141–87 p.n.e.   | Tàichū          | 太初         | 104–101 p.n.e.        |
| Wudi                                       | 武帝                           | Liu Che                         | 劉徹                            | 141–87 p.n.e.   | Tiānhàn         | 天漢         | 100–97 p.n.e.         |
| Wudi                                       | 武帝                           | Liu Che                         | 劉徹                            | 141–87 p.n.e.   | Tàishǐ          | 太始         | 96–93 p.n.e.          |
| Wudi                                       | 武帝                           | Liu Che                         | 劉徹                            | 141–87 p.n.e.   | Zhēnghé         | 征和         | 92–89 p.n.e.          |
| Wudi                                       | 武帝                           | Liu Che                         | 劉徹                            | 141–87 p.n.e.   | Hòuyuán         | 後元         | 88–87 p.n.e.          |
| Zhaodi                                     | 昭帝                           | Liu Fuling                      | 劉弗陵                          | 87–74 p.n.e.    | Shǐyuán         | 始元         | 86–80 p.n.e.          |
| Zhaodi                                     | 昭帝                           | Liu Fuling                      | 劉弗陵                          | 87–74 p.n.e.    | Yuánfèng        | 元鳳         | 80–75 p.n.e.          |
| Zhaodi                                     | 昭帝                           | Liu Fuling                      | 劉弗陵                          | 87–74 p.n.e.    | Yuánpíng        | 元平         | 74 p.n.e.             |
| książę Changyi                             | 昌邑王 lub 海昏侯              | Liu He                          | 劉賀                            | 74 p.n.e.       | Yuánpíng        | 元平         | 74 p.n.e.             |
| Xuandi                                     | 宣帝                           | Liu Bingyi                      | 劉病已                          | 74–49 p.n.e.    | Běnshǐ          | 本始         | 73–70 p.n.e.          |
| Xuandi                                     | 宣帝                           | Liu Bingyi                      | 劉病已                          | 74–49 p.n.e.    | Dìjié           | 地節         | 69–66 p.n.e.          |
| Xuandi                                     | 宣帝                           | Liu Bingyi                      | 劉病已                          | 74–49 p.n.e.    | Yuánkāng        | 元康         | 65–61 p.n.e.          |
| Xuandi                                     | 宣帝                           | Liu Bingyi                      | 劉病已                          | 74–49 p.n.e.    | Shénjué         | 神爵         | 61–58 p.n.e.          |
| Xuandi                                     | 宣帝                           | Liu Bingyi                      | 劉病已                          | 74–49 p.n.e.    | Wǔfèng          | 五鳳         | 57–54 p.n.e.          |
| Xuandi                                     | 宣帝                           | Liu Bingyi                      | 劉病已                          | 74–49 p.n.e.    | Gānlù           | 甘露         | 53–50 p.n.e.          |
| Xuandi                                     | 宣帝                           | Liu Bingyi                      | 劉病已                          | 74–49 p.n.e.    | Huánglóng       | 黃龍         | 49 p.n.e.             |
| Yuandi                                     | 元帝                           | Liu Shi                         | 劉奭                            | 49–33 p.n.e.    | Chūyuán         | 初元         | 48–44 p.n.e.          |
| Yuandi                                     | 元帝                           | Liu Shi                         | 劉奭                            | 49–33 p.n.e.    | Yǒngguāng       | 永光         | 43–39 p.n.e.          |
| Yuandi                                     | 元帝                           | Liu Shi                         | 劉奭                            | 49–33 p.n.e.    | Jiànzhāo        | 建昭         | 38–34 p.n.e.          |
| Yuandi                                     | 元帝                           | Liu Shi                         | 劉奭                            | 49–33 p.n.e.    | Jìngníng        | 竟寧         | 33 p.n.e.             |
| Chengdi                                    | 成帝                           | Liu Ao                          | 劉驁                            | 33–7 p.n.e.     | Jiànshǐ         | 建始         | 32–28 p.n.e.          |
| Chengdi                                    | 成帝                           | Liu Ao                          | 劉驁                            | 33–7 p.n.e.     | Hépíng          | 河平         | 28–25 p.n.e.          |
| Chengdi                                    | 成帝                           | Liu Ao                          | 劉驁                            | 33–7 p.n.e.     | Yángshuò        | 陽朔         | 24–21 p.n.e.          |
| Chengdi                                    | 成帝                           | Liu Ao                          | 劉驁                            | 33–7 p.n.e.     | Hóngjiā         | 鴻嘉         | 20–17 p.n.e.          |
| Chengdi                                    | 成帝                           | Liu Ao                          | 劉驁                            | 33–7 p.n.e.     | Yǒngshǐ         | 永始         | 16–13 p.n.e.          |
| Chengdi                                    | 成帝                           | Liu Ao                          | 劉驁                            | 33–7 p.n.e.     | Yuányán         | 元延         | 12–9 p.n.e.           |
| Chengdi                                    | 成帝                           | Liu Ao                          | 劉驁                            | 33–7 p.n.e.     | Suīhé           | 綏和         | 8–7 p.n.e.            |
| Aidi                                       | 哀帝                           | Liu Xin                         | 劉欣                            | 7–1 p.n.e.      | Jiànpíng        | 建平         | 6–3 p.n.e.            |
| Aidi                                       | 哀帝                           | Liu Xin                         | 劉欣                            | 7–1 p.n.e.      | Yuánshòu        | 元壽         | 2 p.n.e.–1 p.n.e.     |
| Pingdi                                     | 平帝                           | Liu Kan                         | 劉衎                            | 1 p.n.e.–6 n.e. | Yuánshǐ         | 元始         | 1–5 n.e.              |
| Ruzi                                       | 孺子                           | Liu Ying                        | 劉嬰                            | 6–9 n.e.        | Jùshè           | 居攝         | 6–8 n.e.              |
| Ruzi                                       | 孺子                           | Liu Ying                        | 劉嬰                            | 6–9 n.e.        | Chūshǐ          | 初始         | 8–9 n.e.              |
| Dynastia Xin (9–23 n.e.)                   |                                |                                 |                                 |                 |                 |              |                       |
| Dynastia Xin Wang Manga (王莽)             | Dynastia Xin Wang Manga (王莽) | Dynastia Xin Wang Manga (王莽)  | Dynastia Xin Wang Manga (王莽)  | 9–23 n.e.       | Shǐjiànguó      | 始建國       | 9–13 n.e.             |
| Dynastia Xin Wang Manga (王莽)             | Dynastia Xin Wang Manga (王莽) | Dynastia Xin Wang Manga (王莽)  | Dynastia Xin Wang Manga (王莽)  | 9–23 n.e.       | Tiānfēng        | 天鳳         | 14–19 n.e.            |
| Dynastia Xin Wang Manga (王莽)             | Dynastia Xin Wang Manga (王莽) | Dynastia Xin Wang Manga (王莽)  | Dynastia Xin Wang Manga (王莽)  | 9–23 n.e.       | Dìhuáng         | 地皇         | 20–23 n.e.            |
| Kontynuacja dynastii Han                   |                                |                                 |                                 |                 |                 |              |                       |
| Gengshidi                                  | 更始帝                         | Liu Xuan                        | 劉玄                            | 23–25 n.e.      | Gēngshǐ         | 更始         | 23–25 n.e.            |
| Wschodnia Dynastia Han 25–220 n.e.         |                                |                                 |                                 |                 |                 |              |                       |
| Guangwudi                                  | 光武帝                         | Liu Xiu                         | 劉秀                            | 25–57 n.e.      | Jiànwǔ          | 建武         | 25–56 n.e.            |
| Guangwudi                                  | 光武帝                         | Liu Xiu                         | 劉秀                            | 25–57 n.e.      | Jiànwǔzhōngyuán | 建武中元     | 56–57 n.e.            |
| Mingdi                                     | 明帝                           | Liu Zhuang                      | 劉陽                            | 57–75 n.e.      | Yǒngpíng        | 永平         | 57–75 n.e.            |
| Zhangdi                                    | 章帝                           | Liu Da                          | 劉炟                            | 75–88 n.e.      | Jiànchū         | 建初         | 76–84 n.e.            |
| Zhangdi                                    | 章帝                           | Liu Da                          | 劉炟                            | 75–88 n.e.      | Yuánhé          | 元和         | 84–87 n.e.            |
| Zhangdi                                    | 章帝                           | Liu Da                          | 劉炟                            | 75–88 n.e.      | Zhānghé         | 章和         | 87–88 n.e.            |
| Hedi                                       | 和帝                           | Liu Zhao                        | 劉肇                            | 88–106 n.e.     | Yǒngyuán        | 永元         | 89–105 n.e.           |
| Hedi                                       | 和帝                           | Liu Zhao                        | 劉肇                            | 88–106 n.e.     | Yuánxīng        | 元興         | 105 n.e.              |
| Shangdi                                    | 殤帝                           | Liu Long                        | 劉隆                            | 106 n.e.        | Yánpíng         | 延平         | 9 miesięcy w 106 n.e. |
| Andi                                       | 安帝                           | Liu Hu                          | 劉祜                            | 106–125 n.e.    | Yǒngchū         | 永初         | 107–113 n.e.          |
| Andi                                       | 安帝                           | Liu Hu                          | 劉祜                            | 106–125 n.e.    | Yuánchū         | 元初         | 114–120 n.e.          |
| Andi                                       | 安帝                           | Liu Hu                          | 劉祜                            | 106–125 n.e.    | Yǒngníng        | 永寧         | 120–121 n.e.          |
| Andi                                       | 安帝                           | Liu Hu                          | 劉祜                            | 106–125 n.e.    | Jiànguāng       | 建光         | 121–122 n.e.          |
| Andi                                       | 安帝                           | Liu Hu                          | 劉祜                            | 106–125 n.e.    | Yánguāng        | 延光         | 122–125 n.e.          |
| Shaodi, markiz Beixiang                    | 少帝 lub 北鄉侯                | Liu Yi                          | 劉懿                            | 125 n.e.        | Yánguāng        | 延光         | 125 n.e.              |
| Shundi                                     | 順帝                           | Liu Bao                         | 劉保                            | 125–144 n.e.    | Yǒngjiàn        | 永建         | 126–132 n.e.          |
| Shundi                                     | 順帝                           | Liu Bao                         | 劉保                            | 125–144 n.e.    | Yángjiā         | 陽嘉         | 132–135 n.e.          |
| Shundi                                     | 順帝                           | Liu Bao                         | 劉保                            | 125–144 n.e.    | Yǒnghé          | 永和         | 136–141 n.e.          |
| Shundi                                     | 順帝                           | Liu Bao                         | 劉保                            | 125–144 n.e.    | Hàn’ān          | 漢安         | 142–144 n.e.          |
| Shundi                                     | 順帝                           | Liu Bao                         | 劉保                            | 125–144 n.e.    | Jiànkāng        | 建康         | 144 n.e.              |
| Chongdi                                    | 沖帝                           | Liu Bing                        | 劉炳                            | 144–145 n.e.    | Yōngxī          | 永嘉         | 145 n.e.              |
| Zhidi                                      | 質帝                           | Liu Zuan                        | 劉纘                            | 145–146 n.e.    | Běnchū          | 本初         | 146 n.e.              |
| Huandi                                     | 桓帝                           | Liu Zhi                         | 劉志                            | 146–168 n.e.    | Jiànhé          | 建和         | 147–149 n.e.          |
| Huandi                                     | 桓帝                           | Liu Zhi                         | 劉志                            | 146–168 n.e.    | Hépíng          | 和平         | 150 n.e.              |
| Huandi                                     | 桓帝                           | Liu Zhi                         | 劉志                            | 146–168 n.e.    | Yuánjiā         | 元嘉         | 151–153 n.e.          |
| Huandi                                     | 桓帝                           | Liu Zhi                         | 劉志                            | 146–168 n.e.    | Yǒngxīng        | 永興         | 153–154 n.e.          |
| Huandi                                     | 桓帝                           | Liu Zhi                         | 劉志                            | 146–168 n.e.    | Yǒngshòu        | 永壽         | 155–158 n.e.          |
| Huandi                                     | 桓帝                           | Liu Zhi                         | 劉志                            | 146–168 n.e.    | Yánxī           | 延熹         | 158–167 n.e.          |
| Huandi                                     | 桓帝                           | Liu Zhi                         | 劉志                            | 146–168 n.e.    | Yǒngkāng        | 永康         | 167 n.e.              |
| Lingdi                                     | 靈帝                           | Liu Hong                        | 劉宏                            | 168–189 n.e.    | Jiànníng        | 建寧         | 168–172 n.e.          |
| Lingdi                                     | 靈帝                           | Liu Hong                        | 劉宏                            | 168–189 n.e.    | Xīpíng          | 熹平         | 172–178 n.e.          |
| Lingdi                                     | 靈帝                           | Liu Hong                        | 劉宏                            | 168–189 n.e.    | Guānghé         | 光和         | 178–184 n.e.          |
| Lingdi                                     | 靈帝                           | Liu Hong                        | 劉宏                            | 168–189 n.e.    | Zhōngpíng       | 中平         | 184–189 n.e.          |
| Shaodi, książę Hongnong                    | 少帝 lub 弘農王                | Liu Bian                        | 劉辯                            | 189 n.e.        | Guāngxī         | 光熹         | 189 n.e.              |
| Shaodi, książę Hongnong                    | 少帝 lub 弘農王                | Liu Bian                        | 劉辯                            | 189 n.e.        | Zhàoníng        | 昭寧         | 189 n.e.              |
| Xiandi                                     | 獻帝                           | Liu Xie                         | 劉協                            | 189–220 n.e.    | Yǒnghàn         | 永漢         | 189 n.e.              |
| Xiandi                                     | 獻帝                           | Liu Xie                         | 劉協                            | 189–220 n.e.    | Chūpíng         | 初平         | 190–193 n.e.          |
| Xiandi                                     | 獻帝                           | Liu Xie                         | 劉協                            | 189–220 n.e.    | Xīngpíng        | 興平         | 194–195 n.e.          |
| Xiandi                                     | 獻帝                           | Liu Xie                         | 劉協                            | 189–220 n.e.    | Jiàn’ān         | 建安         | 196–220 n.e.          |
| Xiandi                                     | 獻帝                           | Liu Xie                         | 劉協                            | 189–220 n.e.    | Yánkāng         | 延康         | 220 n.e.              |